# Антон Франтишек Бриль
Антон Франтишек Бриль (біл. Антон Францішак Брыль, *18 серпня 1982, Мінськ) — білоруський перекладач і поет.

## Біографія
Внук Янки Бриля. Закінчив математичний клас Ліцею БДУ у 1999 році, факультет прикладної математики та інформатики Білоруського державного університету в 2004 році за спеціальністю «Математик-програміст». Отримав ступінь доктора філософії у Трентському університеті в 2008 році за спеціальністю «Machine learning». Жив у Дубліні, працював на факультеті інформатики Дублінського університету. Зараз проживає в Цюриху.

## Творчість
Збірка віршів і малих поем Антона Бриля, написаних в 2003—2011 роках, «Не впав жолудь» вийшла у 2011 році, казкова повість «Ян Ялмужна» вийшла окремим виданням у 2014 році.
Автор першого перекладу на білоруську мову гімну Кедмона, найстарішої пам'ятки староанглійської поезії. Переклав староанглійську поему «Беовульф», уривки якої публікувалися у журналах «Наша віра» та «Дієслів», переклад вийшов друком у червні 2013 року. Також переклав на білоруську мову окремі твори А. Е. Одинця, Чарльза Дікенса, У. Б. Ейтса, Катула, С. Кларк, Ф. Д. Князьніна, Ю. В. Немцевича, Дж. Толкіна та інші.
Виявив у бібліотеці АН Литви та підготував до друку сонети Б. Янковського.

## Визнання
Фіналіст конкурсу молодих літераторів імені Володимира Короткевича (2005). Збірка Антона Бриля «Не впав жолудь» посіла 2-е місце серед десяти найзначиміших художних видань 2011 року за версією журналу «Молодість», 10-е місце за версією газети «Наша Нива», визнана найкращою дебютною книгою поезії 2012 року за версією Білоруського ПЕН-центра та Спілки білоруських письменників. Лауреат премії журналу «ПройдиСвіт» (2011) за перклади з польської мови Ф. Д. Князьніна, А. Е. Одинця, У. Немцевича та з латинської мови Катула.

## Літаратура
- Бэўвульф / пер. са стараанглійскай мовы Антона Францішка Брыля. — Мінск: Зміцер Колас, 2013. — 130 с.